# 明色お笑いゲーム合戦
『明色お笑いゲーム合戦』（めいしょくおわらいゲームがっせん）は、1971年4月6日から1973年11月27日までNET（現・テレビ朝日）系列局で放送された毎日放送（MBS）製作のゲーム番組。1972年4月4日放送分からは『明色新・お笑いゲーム合戦』と題して放送。いずれも桃谷順天館の一社提供。通算139回（52回＋87回）。放送時間は毎週火曜 19:00 - 19:30 (JST) 。

## 概要
毎回3組の視聴者（Aチーム、Bチーム、Cチーム）が「珍ゲーム」に挑戦し、優勝チームにはパンアメリカン航空で行くグアム島旅行獲得となる。後にタレントも加わり、「芸能人とそのファン」チーム対抗戦などの企画も行った。
『新・お笑いゲーム合戦』ではタレント対抗戦で行われ（東軍対西軍。双方とも4名ずつで構成）、優勝チームにはキャプテンに優勝旗が手渡され、さらに優勝チームの中からMVPに輝いた者にはやはりグアム島旅行獲得となる（ただし、後期ではなし）。また途中では、東西計8名がトーナメント方式でゲームを行い、優勝者には、ホンコン・マカオ旅行獲得となる。

## 出演者
司会
- 大野しげひさ（全回。前番組『歌の笑ルーム』から引き続き。次番組『明色スターゲーム合戦』も担当）
- 白石冬美（「無印」時代）
- 奈良有子（『新』時代）

ラウンドガール
- 関根恵子（「無印」時代）
- 中野良子（『新』時代）

## 『新』時代の企画
『新・お笑いゲーム合戦』に代わってからは企画物は少なくなったものの、不定期に様々な企画が行われた。
- 1972年10月24日・1973年2月6日・1973年9月25日の3回にわたって、声優が参加した「声優大会」が行われた。1回目の出演は近石真介・大宮悌二・羽佐間道夫・加藤みどり・城達也・田中信夫、2回目は大平透・納谷悟朗・中村正・羽佐間道夫・野沢雅子、3回目は納谷悟朗・小林修・中村正・大山のぶ代・寺島幹夫。
- 1973年9月4日には「変身!ゲスト特集」と題して『仮面ライダーV3』の宮内洋、『ジャンボーグA』の立花直樹、『レインボーマン』の水谷邦久や伊藤めぐみが出演。
- 1973年1月1日にお正月スペシャル拡大版と題された放送回は、18:00 - 18:45に放送された。出演は藤純子、尾上菊之助、杉良太郎、萩原健一、谷隼人、林家ペー、林家パー子、藤圭子、愛川欽也、坂本九、今陽子。
- 1973年10月30日には「ボクシング大会」と題してファイティング原田と輪島功一が出演。

この他企画物ではないが、1972年10月3日には『仮面ライダー』の仮面ライダー1号と『変身忍者嵐』の嵐が出演、また1973年3月27日にはジャンボーグAが出演した事もあった。

## ネット局
★ - 同時ネット（火曜 19:00 - 19:30）の局
- ★毎日放送（製作局）
- ★NETテレビ（現・テレビ朝日）
- ★北海道テレビ[3]
- 岩手放送：土曜 12:00 - 12:30[4]
- 仙台放送：日曜 14:30 - 15:00（1971年10月 - 1972年3月）→ 日曜 14:00 - 14:30（1972年4月から）[5]
- ★福島中央テレビ[6]
- ★新潟総合テレビ[7]
- 信越放送：土曜 13:00 - 13:30[8]
- 静岡放送：土曜 13:30 - 14:00[9]
- 北日本放送：土曜 13:00 - 13:30[10]
- ★中京テレビ （1973年3月まで）
  - ★名古屋テレビ （1973年4月から）
- 日本海テレビ：土曜 12:30 - 13:00[11]
- 岡山放送：金曜 19:00 - 19:30[12]（当時は岡山県のみの県域局）
- ★瀬戸内海放送[13]（当時は香川県のみの県域局）
- ★広島ホームテレビ[13]
- 南海放送：土曜 12:30 - 13:00[14]
- ★九州朝日放送[15]
- 長崎放送：土曜 14:00 - 14:30[15]
- 熊本放送：土曜 13:30 - 14:00[15]
- ★鹿児島テレビ[16]
- 琉球放送：日曜 10:00 - 10:30[17]